# József Hunics
József Hunics (Ráckeresztúr, Fejér, 10 de março de 1936) é um ex-canoísta húngaro especialista em provas de velocidade.

## Carreira
Foi vencedor da medalha de bronze em C-2 10000 m em Melbourne 1956, junto com o seu colega de equipa Imre Farkas.